# Czuprana
Der Czuprana ist ein Berg in den polnischen Kleinen Pieninen, einem Gebirgszug der Pieninen, mit 777 Metern Höhe über Normalnull. 

## Lage und Umgebung
Der Czuprana liegt im Hauptkamm der Pieninen. Nördlich des Gipfels liegt das Tal des Gebirgsflusses Grajcarek.

## Tourismus
Der Gipfel ist von allen umliegenden Ortschaften leicht erreichbar. Er liegt außerhalb des polnischen Pieninen-Nationalparks.